# Monticiano
Monticiano est une commune italienne de la province de Sienne, dans la région Toscane.

## Administration
| Période                                  | Période | Identité | Étiquette | Qualité |
| ---------------------------------------- | ------- | -------- | --------- | ------- |
|                                          |         |          |           |         |
| Les données manquantes sont à compléter. |         |          |           |         |

### Hameaux
Bagni di Petriolo, Iesa, San Lorenzo a Merse, Tocchi, Scalvaia.

### Communes limitrophes
Chiusdino, Civitella Paganico, Murlo, Roccastrada, Sovicille.

### Personnalité liée à la commune
- L'homme politique Augusto Barazzuoli est né en 1830 à Monticiano.

### Lieux d'intérêts
- Les Thermes de Petriolo, de l'époque romaine.
- La Réserve naturelle de Tocchi, créée en 1977.
- La Réserve naturelle de la Farma, créée en 1996.